# Faycelles
Faycelles é uma comuna francesa na região administrativa de Occitânia, no departamento de Lot. Estende-se por uma área de 14,08 km². Em 2010 a comuna tinha 699 habitantes (densidade: 49,6 hab./km²).